# Ієн де Кестекер
Ієн де Кестекер (англ. Iain De Caestecker; нар. 29 грудня 1987, Глазго, Шотландія, Сполучене Королівство) — шотландський актор, найбільш відомий своєю роллю Леопольда «Лео» Фітца у телевізійному серіалі Агенти Щ.И.Т..

## Кар'єра
Де Кестекер, син двох лікарів, розпочав свою акторську кар'єру з самого дитинства. У нього була невелика роль у фільмі 2000 року Малий Вампір, після чого він зіграв у британських телевізійних шоу Coronation Street та Lip Service. Декілька років навчався у Ленгсайд Колледж. У 2011 році зіграв головну роль у науково-фантастичному серіалі каналу BBC The Fades, а також у 3-частинному серіалі Молодий Джеймс Херріот, за що його номінували на нагороду шотландської БАФТА у 2012 році.
В листопаді 2012 року, де Кестекер отримав роль у телесеріалі Агенти Щ.И.Т. Раян Гослінг обрав де Кестекера на головну роль у своєму режисерському дебюті Lost River.
В 2013 році де Кестекер з'явився у кліпі британської співачки Габріель Аплін на пісню «Please Don't Say You Love Me».

## Персональне життя
Ієн де Кестекер називає Тома Йорка та Пола Маккартні своїми ідолами.
Де Кестекер наразі проживає у Лос-Аджелесі.

## Фільмографія
| Рік         | Назва                                                | Роль                | Додатково |
| ----------- | ---------------------------------------------------- | ------------------- | --- |
| 2000        | Малий Вампір (The Little Vampire)                    | Найджел             | |
| 2001-2003   | Вулиця Коронації (Coronation Street)                 | Адам Барлов         | |
| 2003        | Всюди у Бразилії (All Over Brazil)                   | Стівен              | Короткометражний фільм                                                                                        |
| 2009        | Місто на річці (River City)                          | Стюарт              | Телевізійне шоу                                                                                               |
| 2010        | Lip Service                                          | Деррен              | Телевізійне шоу, 4 серії                                                                                      |
| 2011        | Зникнення (The Fades)                                | Пол Робертс         | Телевізійне шоу, 6 серій                                                                                      |
| 2011        | Молодий Джеймс Херріот (Young James Herriot)         | Джеймс Херріот      | Телевізійне шоу, 3 серії Номінований — 2012 шотландська БАФТА за найкращу головну чоловічу роль — Телебачення |
| 2012        | Секрети Кріклі Холлу (The Secret of Crickley Hall)   | Персі Джадд         | Телевізійне шоу, 3 серії                                                                                      |
| 2012        | Оболонка (Shell)                                     | Адам                | Фільм |
| 2013 — 2020 | Агенти Щ.И.Т. (Marvel's Agents of S.H.I.E.L.D.)      | Агент Леопольд Фітц | Телевізійне шоу                                                                                               |
| 2013        | Багно (Filth)                                        | Окі                 | |
| 2013        | В страху (In Fear)                                   | Том                 | |
| 2013        | Не просто щасливий кінець (Not Another Happy Ending) | Родді               | |
| 2014        | Втрачена річка (Lost River)                          | Боунс               | |
| 2014        | Ліам та Лєнка (Liam & Lenka)                         | Ліам                | Короткометражний фільм                                                                                        |